# William Lane Craig
William Lane Craig, né le 23 août 1949 à Peoria dans l'Illinois, est un philosophe analytique de la religion, théologien et apologète évangélique baptiste américain. Il est professeur de philosophie à la Talboot School of Theology (Université Biola), à La Mirada, en Californie, et professeur de philosophie à l'Université baptiste de Houston à Houston, au Texas.
William Lane Craig participe régulièrement à des débats publics universitaires sur l'existence de Dieu et les preuves historiques de la résurrection de Jésus. 

## Biographie
Craig est né le 23 août 1949 à Peoria dans l'Illinois.  
Il a étudié en communication au Wheaton College de Wheaton et a obtenu un Bachelor of Arts en 1971 . Puis il a étudié en philosophie de la religion à la Trinity Evangelical Divinity School de Chicago et a obtenu un master en 1974. Il a étudié l’histoire de l'Église et a obtenu un master en 1975 ,.
Il a également étudié la philosophie sous la direction de John Hick à l'université de Birmingham et a obtenu un doctorat en 1977. Finalement, il a étudié la théologie sous la direction de Wolfhart Pannenberg de l'université de Munich et a obtenu un doctorat en 1984 , .

### Carrière
En 1979, après son doctorat de philosophie, il a publié un livre revalorisant l'argument cosmologique de Kalam (en) en faveur de l'existence de Dieu.
En 1980, il devient professeur de philosophie de la religion à la Trinity Evangelical Divinity School, jusqu'en 1986.
En 1994, il devient professeur-chercheur de philosophie à la Talboot School of Theology (Biola University), à La Mirada, en Californie .  En 2014, il devient professeur de philosophie à la Houston Baptist University à Houston, au Texas .
En 2007, il a fondé l’organisation Reasonable Faith, centrée principalement sur l’apologétique chrétienne . Ce qui l'a amené à participer à de nombreux débats publics entre universitaires sur l'existence de Dieu, où il soutient, dans une perspective apologétique, que l'emploi systématique de la raison et de la logique constitue une confirmation des éléments principaux de la doctrine chrétienne, ,.

### Vie privée
Craig est membre d’une église de la Convention baptiste du Sud .

## Argument cosmologique du Kâlam
La plus importante contribution de William Lane Craig à la philosophie contemporaine tient à la revalorisation de l'argument cosmologique de Kalam (en) en faveur de l'existence de Dieu ,,,,,. 
L'énoncé de son argument est repris à Al-Ghazali, et se résume en deux prémisses amenant à une conclusion :
1. Tout ce qui commence à exister a une cause de son existence.
2. L'univers a commencé à exister.
3. Si 1) et 2) sont vrais, alors 3) l'univers a une cause de son existence.

Pour tenter de démontrer la probabilité des deux premières prémisses, il utilise des principes métaphysiques généraux (prémisse 1), des arguments philosophiques (notamment l'impossibilité d'un nombre réellement infini d'événements passés) et scientifiques, dont la théorie du Big Bang (prémisse 2).
Pour Frederic Guillaud, avec la publication de son livre en 1979, "William Lane Craig a tiré beaucoup de philosophes de leur sommeil dogmatique kantien" et "a déclenché une avalanche d'études et rouvert des champs de réflexion que les philosophes avaient laissés en friche depuis très longtemps". Selon le philosophe Quentin Smith, "un décompte des articles dans les journaux de philosophie montre que le nombre de publications portant sur la défense de l'argument du Kalam par Craig dépasse celui de n'importe quelle autre formulation d'un argument en faveur de l'existence de Dieu par un philosophe contemporain."

## Débats
William Lane Craig participe régulièrement à des débats publics universitaires sur l'existence de Dieu  et les preuves historiques de la résurrection de Jésus. Ces débats lui valent une certaine notoriété aux États-Unis parmi le grand-public. Il a été confronté à de nombreux universitaires anglo-saxons, le plus souvent athées ou agnostiques, comme Richard Dawkins, Sam Harris, Antony Flew, Anthony Grayling, Lawrence Krauss,, Victor Stenger, Peter William Atkins, et Christopher Hitchens.

## Distinctions
En 2014, il a été nommé ancien élève de l'année par le Wheaton College .
En 2016, il a été nommé parmi les 50 philosophes vivants les plus influents par The Best Schools.
En 2016, il a été nommé ancien élève de l'année par la Trinity Evangelical Divinity School.

### Ouvrages universitaires
- The Kalam Cosmological Argument. London: MacMillan. 1979.
- The Cosmological Argument from Plato to Leibniz. London: MacMillan. 1980.
- The Historical Argument for the Resurrection of Jesus during the Deist Controversy. Toronto: Edwin Mellen. 1985.
- The Problem of Divine Foreknowledge and Future Contingents from Aristotle to Suarez. Leiden: E.J. Brill. 1988.
- Assessing the New Testament Evidence for the Historicity of the Resurrection of Jesus. Toronto: Edwin Mellen Press. 1989.
- Divine Foreknowledge and Human Freedom: The Coherence of Theism I: Omniscience. Leiden: E.J. Brill. 1990.
- (avec Mark S. McLeod) The Logic of Rational Theism: Exploratory Essays. New York: Edwin Mellen Press. 1990.
- (avec Quentin Smith) Theism, Atheism, and Big Bang Cosmology. Oxford: Clarendon Press. 1993.
- The Tensed Theory of Time: A Critical Examination. Dordrecht: Kluwer Academic Publishers. 2000.
- The Tenseless Theory of Time: A Critical Examination. Dordrecht: Kluwer Academic Publishers. 2000.
- (avec J.P. Moreland) Naturalism: A Critical Analysis. London: Routledge. 2000.
- God, Time and Eternity. Dordrecht: Kluwer Academic Publishers. 2001.
- Time and The Metaphysics of Relativity. Dordrecht: Kluwer Academic Publishers. 2001.
- (ed.) Philosophy of Religion: A Reader and Guide. New Brunswick: Rutgers University Press. 2002.
- (avec Quentin Smith) Einstein, Relativity, and Absolute Simultaneity. London: Routledge. 2007.
- (avec J.P. Moreland) The Blackwell Companion to Natural Theology. Oxford: Blackwell. 2009.
- "God over all: Divine Aseity and the Challenge of Platonism", Oxford University Press, octobre 2016.

### Ouvrages grand-public
- The Son Rises: Historical evidence for the resurrection of Jesus. Chicago: Moody Press. 1981.
- Apologetics: An Introduction. Chicago: Moody Press. 1984.  (ISBN 0802404057)
- The Only Wise God: The Compatibility of Divine Foreknowledge and Human Freedom. Grand Rapids: Baker Bookhouse. 1987.
- Knowing the Truth About the Resurrection. Ann Arbor: Servant. 1988.
- No Easy Answers. Chicago: Moody Press. 1990.
- Reasonable Faith. Wheaton: Crossway. 1994. rev. 3rd ed. 2008.
- God, Are You There?. Atlanta: RZIM. 1999.
- Time and Eternity: Exploring God's Relationship to Time. Wheaton: Crossway. 2001.
- What Does God Know? Atlanta: RZIM. 2002.
- Hard Questions, Real Answers. Wheaton: Crossway Books. 2003.
- (avec J.P. Moreland) Philosophical Foundations for a Christian Worldview. Downers Grove: InterVarsity Press. 2003.
- (avec Francis Beckwith et J. P. Moreland) To Everyone an Answer: A Case for the Christian Worldview: Essays in Honor of Norman Geisler. Downers Grove: InterVarsity Press. 2004.
- (avec Paul Copan) Creation out of Nothing: Its Biblical, Philosophical, and Scientific Exploration. Grand Rapids: Baker Bookhouse. 2004.  (ISBN 0801027330)
- (avec Paul Gould) The Two Tasks of the Christian Scholar: Redeeming the Soul, Redeeming the Mind. Wheaton: Crossway. 2007.
- (avec Paul Copan) Passionate Conviction: Contemporary Discourses on Christian Apologetics. Nashville: Broadman & Holman. 2007.
- (avec Chad Meister) God Is Great, God Is Good. Downers Grove: InterVarsity. 2009.
- (avec Paul Copan) Contending with Christianity's Critics: Answering New Atheists & Other Objectors. Nashville: Broadman & Holman. 2009.
- On Guard: Defending Your Faith with Reason and Precision. Colorado Springs: David C. Cook. 2010.

### Livres de débat
- Will the Real Jesus Please Stand Up? A Debate Between William Lane Craig and John Dominic Crossan (ed. Paul Copan). Grand Rapids: Baker Bookhouse. 1998.
- Jesus' Resurrection: Fact or Figment? A Debate Between William Lane Craig and Gerd Ludemann (eds. Paul Copan and Ronald K. Tacelli). Downers Grove: InterVarsity Press. 2000.
- Five Views on Apologetics (ed. Steven B. Cowan). Grand Rapids: Zondervan. 2000.
- Divine Foreknowledge: Four Views (eds. James K. Beilby and Paul R. Eddy). Downers Grove: InterVarsity Press. 2001.
- God and Time: Four Views (ed. Gregory Ganssle). Downers Grove: InterVarsity Press. 2001.
- Who Was Jesus? A Jewish-Christian Dialogue. (eds. Paul Copan and Craig Evans). Louisville: Westminster-John Knox Press. 2001.
- Does God Exist? The Craig-Flew Debate (ed. Stan W. Wallace). Aldershot: Ashgate. 2003.
- (avec Walter Sinnot-Armstrong)God?: A Debate Between a Christian and an Atheist. New York: Oxford University Press. 2003.
- Is Goodness Without God Good Enough? (eds. Robert Garcia and Nathan King). Lanham: Rowman & Littlefield. 2008.
- What Does God Control? Four Views on Divine Providence (ed. Dennis W. Jowers). Grand Rapids: Zondervan. forthcoming.